# TensorFlow
TensorFlow — открытая программная библиотека для машинного обучения, разработанная компанией Google для решения задач построения и тренировки нейронной сети с целью автоматического нахождения и классификации образов, достигая качества человеческого восприятия. Применяется как для исследований, так и для разработки собственных продуктов Google. Основной API для работы с библиотекой реализован для Python, также существуют реализации для R, C#, C++, Haskell, Java, Go, JavaScript и Swift.
Является продолжением закрытого проекта DistBelief. Изначально TensorFlow была разработана командой Google Brain для внутреннего использования в Google, в 2015 году система была переведена в свободный доступ с открытой лицензией Apache 2.0.

## История

### DistBelief
Закрытая система машинного обучения DistBelief разрабатывалась Google Brain для внутренних проектов с 2011 года для работы с нейронными сетями глубокого обучения. Она стала использоваться во многих исследовательских и коммерческих проектах группы фирм холдинга Alphabet. После успеха DistBelief фирма Google решила вывести проект на новый уровень, и для рефакторинга выделила группу из нескольких разработчиков, в которую вошёл Джефф Дин; целью группы было упрощение и оптимизация кодов библиотеки, увеличение надёжности и удобства пользования. Новая библиотека получила название TensorFlow. В 2013 году к проекту присоединился Джеффри Хинтон — учёный, под руководством которого в 2009 году был создан метод обобщённого обратного распространения ошибки и ряд других улучшений, позволившие существенно улучшить точность нейронных сетей (что привело, в частности, к снижению погрешности в распознавании речи на 25 %).

### TensorFlow
TensorFlow 9 ноября 2015 года был открыт для свободного доступа. TensorFlow является системой машинного обучения Google Brain второго поколения. В то время как эталонная реализация работает на единичных устройствах, TensorFlow может работать на многих параллельных процессорах, как CPU, так и GPU, опираясь на архитектуру CUDA для поддержки вычислений общего назначения на графических процессорах. TensorFlow доступна для 64-разрядных Linux, macOS, Windows и для мобильных вычислительных платформ, включая Android и iOS.
Вычисления TensorFlow выражаются в виде потоков данных через граф состояний. Название TensorFlow происходит от операций с многомерными массивами данных, которые также называются «тензорами». В июне 2016 года Джефф Дин из Google отметил, что к TensorFlow обращались 1500 репозиториев на GitHub, и только 5 из них были от Google.

### Тензорный процессор
В мае 2016 года Google сообщила о применении для задач глубинного обучения аппаратного ускорителя собственной разработки — тензорного процессора (TPU) — специализированной интегральной схемы, адаптированной под задачи для TensorFlow, и обеспечивающей высокую производительность в арифметике пониженной точности (например, для 8-битных процессоров) и направленной скорее на применение моделей, чем на их обучение.
Сообщалось, что после использования TPU в собственных задачах Google по обработке данных удалось добиться на порядок лучших показателей продуктивности на ватт затраченной энергии.

### TensorFlow 2.0
Поскольку доля рынка TensorFlow среди исследовательских работ сокращалась в пользу PyTorch, команда TensorFlow объявила о выпуске новой основной версии библиотеки в сентябре 2019 года. Изменил схему автоматического дифференцирования со статического вычислительного графа на схему «Определить-запуском», первоначально ставшую популярной благодаря Chainer, а затем PyTorch.

## Применение
TensorFlow хорошо подходит для автоматизированной аннотации изображений в таких системах как DeepDream. Также с 26 октября 2015 года Google использует систему RankBrain для увеличения релевантности ранжировки поисковой выдачи Google. RankBrain основан на TensorFlow.
TensorFlow позволяет проводить обучение генеративно-состязательных сетей (GAN).
Интеграция TensorFlow с Python обеспечивается дистрибутивом Anaconda.

## Ссылка
- tensorflow.org — официальный сайт TensorFlow (англ.)
- Проект TensorFlow на сайте GitHub (англ.)